# Lonjsko polje
Lonjsko polje este o arie protejată (sit de importanță comunitară — SCI) din Croația întinsă pe o suprafață de 51.126,05 ha, integral pe uscat.

## Localizare
Centrul sitului Lonjsko polje este situat la coordonatele 45°21′37″N 16°49′02″E / 45.360238°N 16.817257°E.

## Înființare
Situl Lonjsko polje a fost declarat sit de importanță comunitară în iulie 2013 pentru a proteja 1 specie de plante și 18 specii de animale.

## Biodiversitate
Situată în ecoregiunea continentală, aria protejată conține 7 habitate naturale: Lacuri eutrofice naturale cu vegetație de tip Magnopotamion sau Hydrocharition, Păduri aluvionare cu Alnus glutinosa și Fraxinus excelsior (Alno-Padion, Alnion incanae, Salicion albae), Păduri mixte riverane de Quercus robur, Ulmus laevis și Ulmus minor, Fraxinus excelsior sau Fraxinus angustifolia, de-a lungul marilor râuri (Ulmenion minoris), Păduri de stejar sau de stejar și carpen sub-atlantice și medio-europene de Carpinion betuli, Liziere de ierburi înalte hidrofile de câmpie și de nivel montan până la alpin, Ape stătătoare oligotrofe până la mezotrofe, cu vegetație de Littorelletea uniflorae și/sau de Isoëto-Nanojuncetea, Fânețe de joasă altitudine (Alopecurus pratensis, Sanguisorba officinalis).
La baza desemnării sitului se află mai multe specii protejate:
- plante (1): Marsilea quadrifolia
- amfibieni (3): buhai de baltă cu burta roșie (Bombina bombina), Triturus carnifex, triton cu creastă dobrogean (Triturus dobrogicus)
- mamifere (3): liliac cârn (Barbastella barbastellus), castor (Castor fiber), vidră de râu (Lutra lutra)
- nevertebrate (7): Arytrura musculus, croitorul mare al stejarului (Cerambyx cerdo), Cucujus cinnaberinus, Graphoderus bilineatus, libelule (Leucorrhinia pectoralis), rădașcă (Lucanus cervus), fluturele purpuriu (Lycaena dispar)
- pești (4): Cobitis elongatoides, țipar (Misgurnus fossilis), boarță (Rhodeus amarus), țigănuș (Umbra krameri)
- reptile (1): țestoasa de baltă (Emys orbicularis)

Pe lângă speciile protejate, pe teritoriul sitului au mai fost identificate 6 specii de plante, 1 specie de mamifere, 5 specii de nevertebrate, 1 specie de pești.